# Koninklijke Harmonie van Thorn
Koninklijke Harmonie van Thorn, ook bekend als de bokken van Thorn, werd in 1812 opgericht als het Philharmonisch Muziekgezelschap van Thorn en verkreeg van koning Willem III in 1865 het toen zeldzame predicaat "koninklijk". Sindsdien heet dit gezelschap de Koninklijke Harmonie van Thorn.

## Geschiedenis
De vereniging is sinds 1881 gevestigd in een pand in de historische kern van Thorn. Sinds 1990 is de vereniging ook eigenaar van dit gebouw, bijgenaamd de Bokkenstal. Dirigent Jean Tonnaer leidde de harmonie ruim veertig jaar en gaf in 1907 de dirigeerstok over aan Max Guillaume. Onder diens bezielende leiding groeide de harmonie naar een zeer hoog muzikaal niveau, dat voor de amateurmuziek uniek mag worden genoemd. In de periode na 1945 drukte de harmonie een speciaal stempel op de geschiedenis van de harmoniemuziek in binnen- en buitenland onder leiding van de dirigenten H. Ramakers, Henri Arends, Jean Claessens, Leo Sevriens, Harrie Biessen, Wil Jacobs en Sef Pijpers sr.. Sinds 1957 behaalde de harmonie negen maal het landskampioenschap op het concours van de Federatie van Katholieke Muziekbonden in Nederland (FKM) in de hoogste afdeling. Als harmonie concerteerde zij verschillende malen op het Holland Festival en gaf uitvoeringen voor Radio en Televisie.
Ook in het buitenland is de Koninklijke Harmonie van Thorn een begrip. In 1959 behaalde zij op het Wereldconcours te Bree, België, een bijna maximaal aantal punten en werd in 1962 Nationaal kampioen op het Wereld Muziek Concours te Kerkrade. In 1982 en 1986 gaf de harmonie een aantal concerten in de Spaanse provincie Valencia in Sollana, Ador, Cullera en Llíria en werd tevens deelgenomen aan het beroemde Certamen Internacional de Bandas de Musica Ciudad de Valencia. In 1982 behaalde de harmonie onder leiding van Sef Pijpers sr. het hoogste aantal punten in de seccion Primera en in 1986 werd onder leiding van Jan Cober het hoogste aantal punten gehaald in de seccion Especial B en werd ook de speciale prijs Mencion de Honor toegekend. In 1990 sleepte de Koninklijke Harmonie glansrijk de trofee Coup d'Essai in de wacht van het Concours International pour Orchestres d'Harmonie in Le Havre, Frankrijk, waaraan harmonieën uit Noorwegen, Frankrijk, Duitsland, Luxemburg en Spanje deelnamen.
In 1993 nam de Koninklijke Harmonie van Thorn deel aan het Wereld Muziek Concours (WMC) te Kerkrade, hier behaalde zij voor het verplichte werk (De Fourth symphony van Alfred Reed) het hoogste aantal punten in de concertafdeling. In 1997 nam zij wederom deel aan het WMC en werd op overtuigende wijze winnaar (en wereldkampioen) in de concertafdeling. Beide malen concerteerde de harmonie onder leiding van Jan Cober. In 2001, eveneens onder leiding van Jan Cober, trad het harmonieorkest op tijdens het wereldcongress van de World Association for Symphonic Bands and Ensembles in Luzern, Zwitserland.
Bij de keuze van repertoire voor de harmonie wordt veel aandacht geschonken aan een evenwichtige vertegenwoordiging van zowel klassieke werken als origineel voor harmonieorkest geschreven composities. Verschillende authentieke werken zijn door de harmonie in première gegaan. Heel recent is nog de première van de 1e symfonie "Gilgamesch" van de Belgische componist Bert Appermont.
Tegenwoordig wordt de harmonie gedirigeerd door Norbert Nozy. Onder zijn leiding zorgde de Koninklijke Harmonie van Thorn op zondagavond 19 oktober 2008 te Venlo voor de apotheose van de bondsconcoursen 2008. Dirigent Norbert Nozy leidde 'de Bokken' in een tjokvolle Maaspoort naar 95 punten, predicaat B. Tevens werd hiermee het landskampioenschap 2008 in de Concertafdeling behaald. Op 12 mei 2013 behaalde de Koninklijke Harmonie van Thorn tijdens het Concours Européen in de Philharmonie te Luxemburg een puntenaantal van 96,83 en werd hiermee Europees Kampioen. Op 21 mei 2016 werd met groot succes deelgenomen aan het ECWO in muziekcentrum TivoliVredenburg te Utrecht. Het orkest vertegenwoordigde Nederland. Onder leiding van Norbert Nozy wonnen 'de Bokken' met 96,25 punten het European Championship for Wind Orchestras. De Koninklijke voerde het verplicht werk het beste uit en tevens werd men door de jury beloond met een prijs voor het beste concertprogramma.

## Presidenten
- ....-1865: Jacques Thomas Rubens
- 1866-1890: Mathieu Rubens
- 1890-1907: Etienne Rubens
- 1907-1913: Rudolf Palmen
- 1913-1920: Chris Crasborn, waarnemend president
- 1920-1960: Chris Crasborn
- 1960-1980: Emile Tonnaer
- 1980-1992: Jo Nelissen
- 1992-2009: Peter L.G.C.M. Parren
- 2012-2022: Frans Tonnaer
- 2022- : Franca Eurlings-Tonnaer

## Dirigenten
- 1812-1863: achtereenvolgens Jean Antoine Deneer, Jean Charles Meyer, Petrus Christophel Schmitz
- 1863-1865: Math.Wekberg en Jean Tonnaer
- 1865-1907: Jean Tonnaer
- 1907-1940: Max Guillaume
- 1945-1945: Harry H.M. Ramakers
- 1945-1952: Henri Arends
- 1952-1953: Jean Claessens
- 1954-1956: Leo Sevriens
- 1956-1959: Harrie Biessen
- 1959-1963: Sef Pijpers sr.
- 1963-1966: Harrie Biessen
- 1967-1970: Wil Jacobs
- 1971-1984: Sef Pijpers sr.
- 1984-2004: Jan Cober
- 2004-2017: Norbert Nozy
- 2017-heden: Jan Cober

## Concertreizen
| Jaar | Land                 | Locatie |
| ---- | -------------------- | --- |
| 1959 | België               | Wereldconcours te Bree |
| 1982 | Spanje               | Certamen International de Bandas de Música Ciutat de Valencia Valencia; Cullera, Llíria                                                                        |
| 1986 | Spanje               | Certamen International de Bandas de Música Ciutat de Valencia Valencia; Llíria, Sollana, Ador                                                                  |
| 1990 | Frankrijk            | Concours International pour Orchestres d'Harmonie - "Coup d`Essai", Le Havre van 2 tot 14 juli 1990                                                            |
| 1998 | Spanje               | Concertreis in de Provincie Valencia |
| 2001 | Zwitserland          | Deelname aan het "Internationale Alpine Music Festival" te Saas Fee en aan de Conferentie van de World Association for Symphonic Bands and Ensembles in Luzern |
| 2008 | Frankrijk            | Concours International pour Orchestres d'Harmonie - Coups de Vents, Rijsel, Concertzaal Le Nouveau Siècle                                                      |
| 2011 | Oostenrijk Duitsland | Concertreis naar Landeck (Oostenrijk) en Augsburg (Duitsland)                                                                                                  |
| 2013 | Luxemburg            | 1e Open Europees Kampioenschap voor harmonie-orkesten, fanfares en brassbands, Luxemburg stad (grote zaal Philharmonie)                                        |
| 2019 | Rusland              | Concertreis naar Sint-Petersburg |

## Publicaties
- J. Tonnaer: "De geschiedenis van de Koninklijke Harmonie van Thorn"